# اسکیدمور، اوینگز و مریل

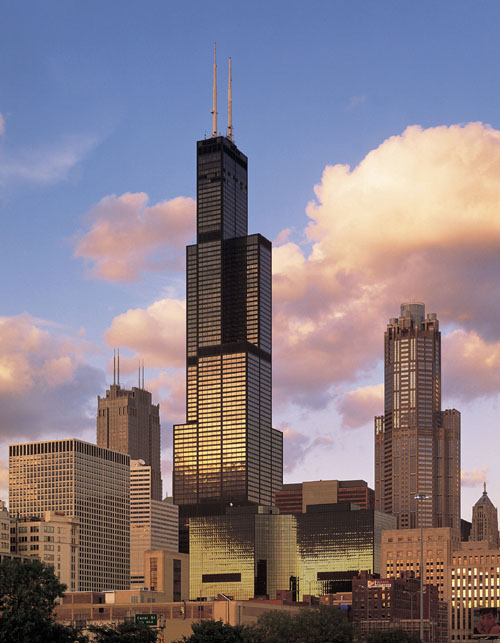
برج ویلیس در شیکاگو

اسکیدمور، اوینگز و مریل (به انگلیسی: Skidmore, Owings & Merrill LLP) مشهور به اس‌اوام (به انگلیسی: SOM) یکی از بزرگترین شرکت‌های معماری آمریکایی در جهان است.
این شرکت آمریکایی در سال ۱۹۳۶ در شهر نیویورک تأسیس شد اما امروزه در شیکاگو مرکزیت دارد.
این شرکت توسط لوئیس اسکیدمور، جان مریل، و ناتانیل اوینگز تأسیس گردید اما صاحبنامان دیگری همچون گوردون بانشافت، جان جوهنسن، ادرین اسمیت و بروس گرایام نیز برای آن کار کردند.
این شرکت آثار مشهور فراوانی در جهان دارد که عمدتاً آسمان خراشهای بلند تجاری هستند. اس‌اوام امروزه نزدیک به ۱۰۰۰۰ پروژه در ۵۰ کشور در جهان تکمیل کرده. مرکز فرهنگی اسلامی نیویورک نیز اثر شرکت اس‌اوام از سال ۱۹۹۱ است.

## در ایران و معماران ایرانی

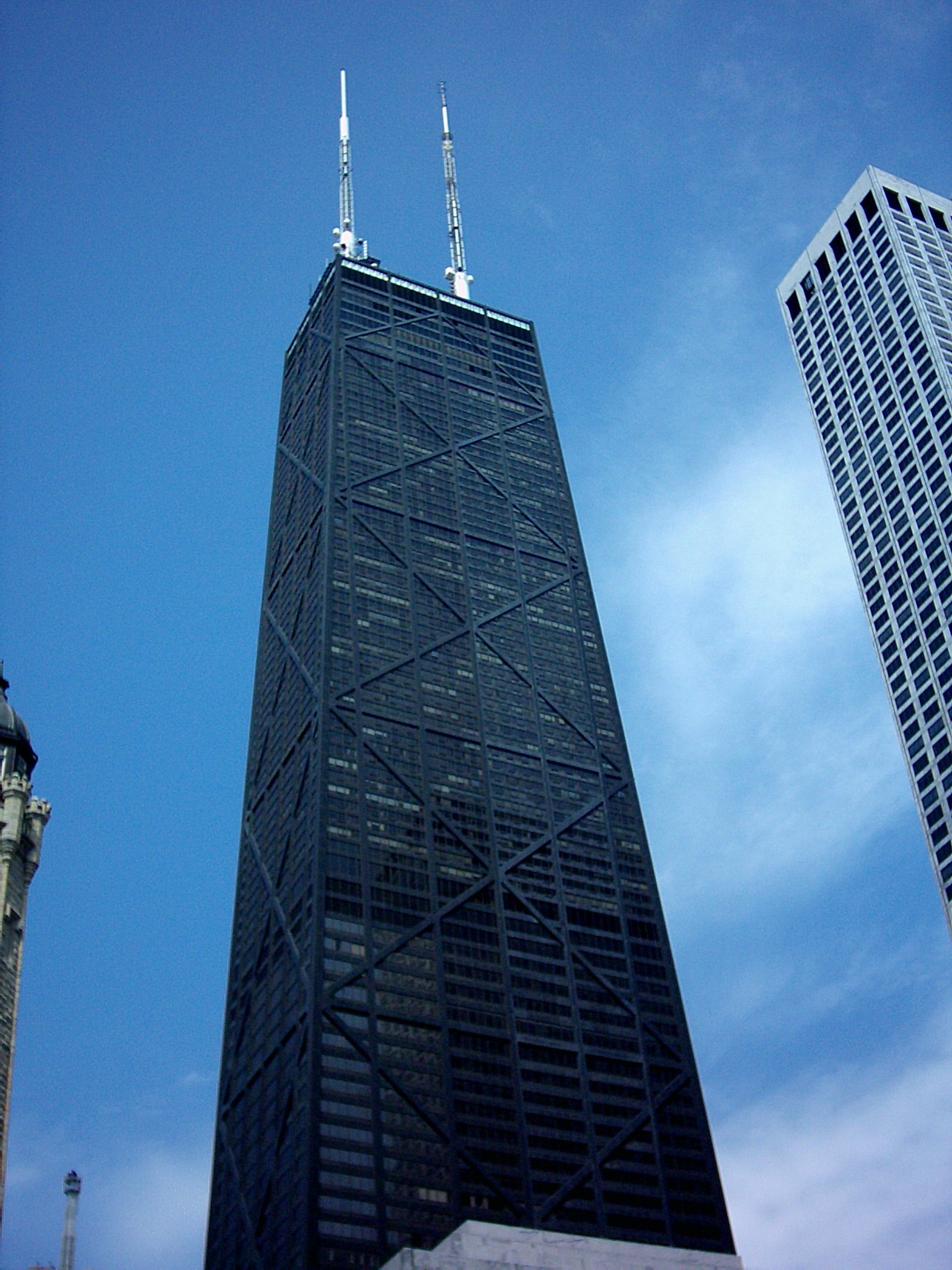
مرکز جان هنکوک در شیکاگو

اس‌اوام در زمان پهلوی در ایران، پروژه‌های عظیم و قراردادهای بزرگی (از جمله طراحی یک شهرک در خلیج فارس) را در دست اجرا داشت که با وقوع انقلاب اسلامی نیمه کاره ماند و کار به دادگاه شکایات آمریکا علیه ایران کشیده شد.
نادر اردلان در این شرکت مدتی کار کرد و در طراحی مرکز جان هنکاک شرکت داشت.

## فهرست برخی آثار
- ورزشگاه اوکلند-آلامیدا کانتی کالسیوم
- موزه و کتابخانه لیندون بینز جانسون
- ساختمان وان ورلدواید پلازا
- ساختمان وان چیس منهتن پلازا
- ساختمان ۳۸۳ خیابان مدیسون
- اوراکل آرینا

## نگارخانه برخی آثار

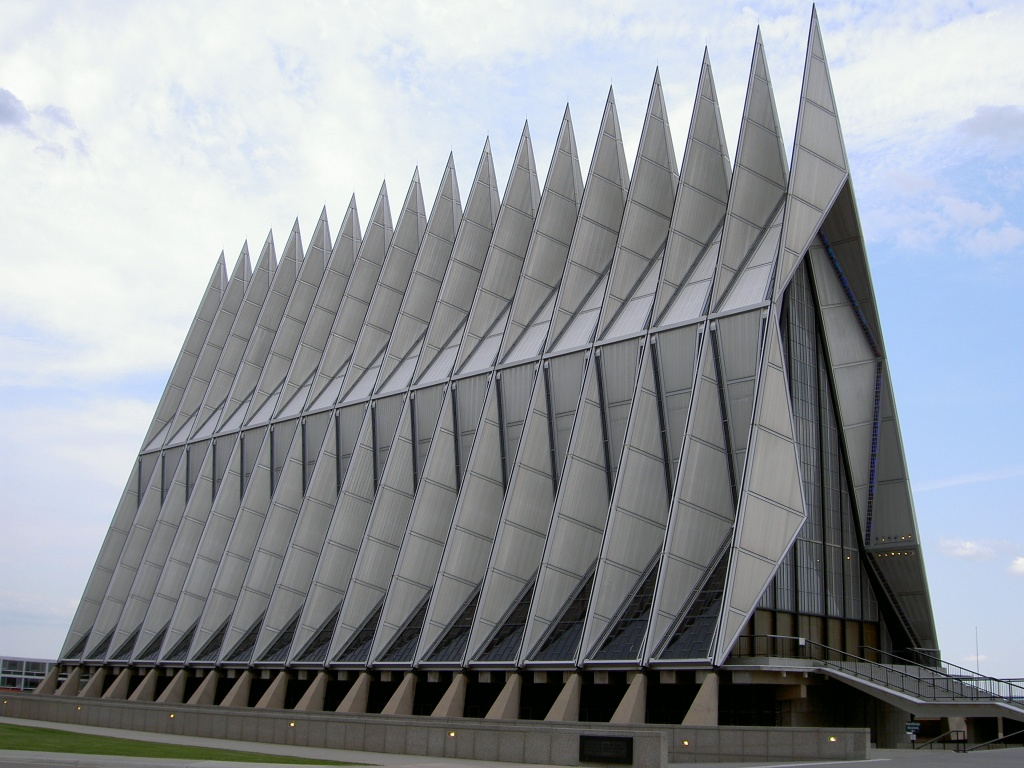
نیایشگاه افسران نیروی هوایی آمریکا، کلرادو
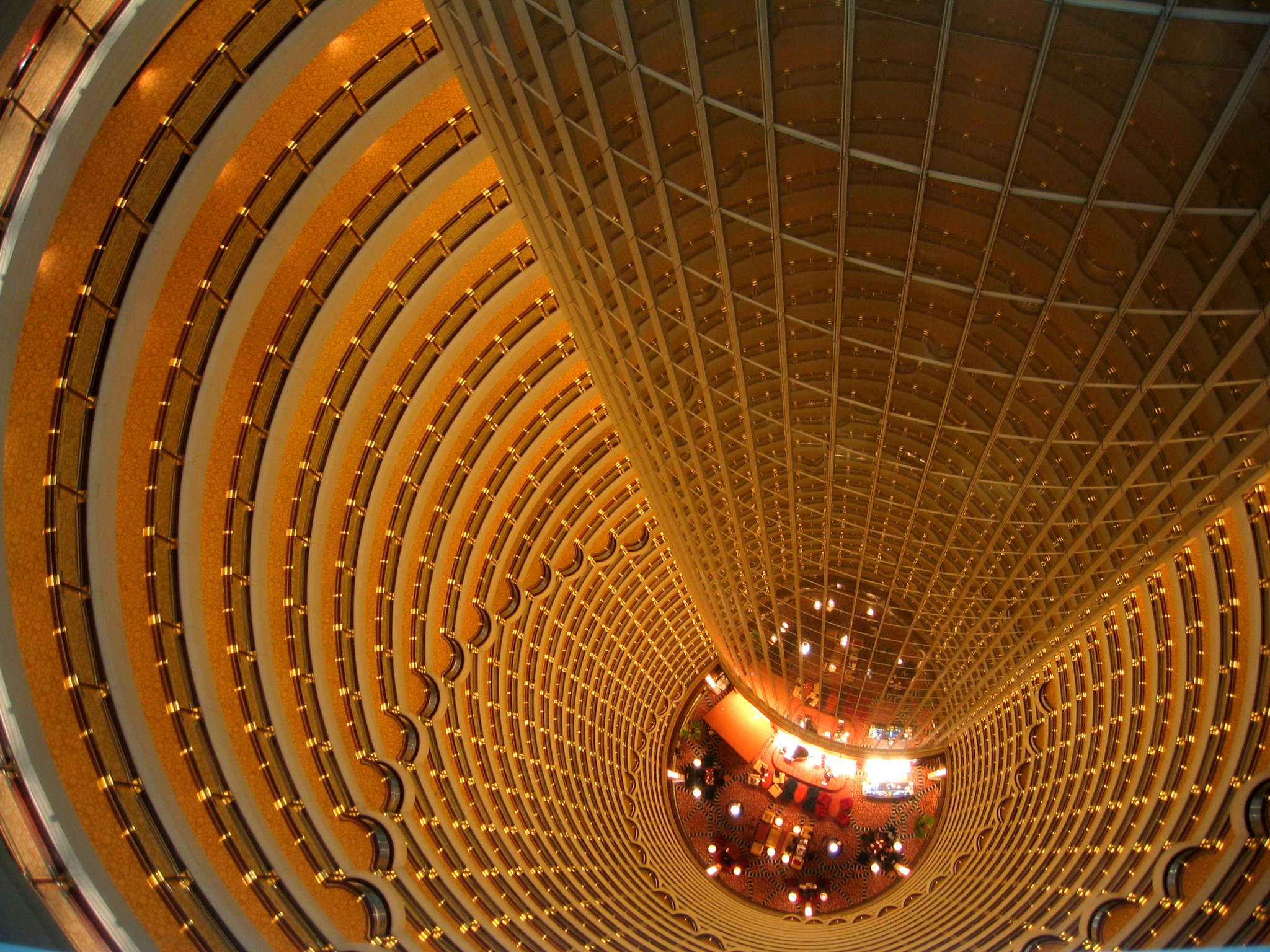
برج جین مائو ، چین
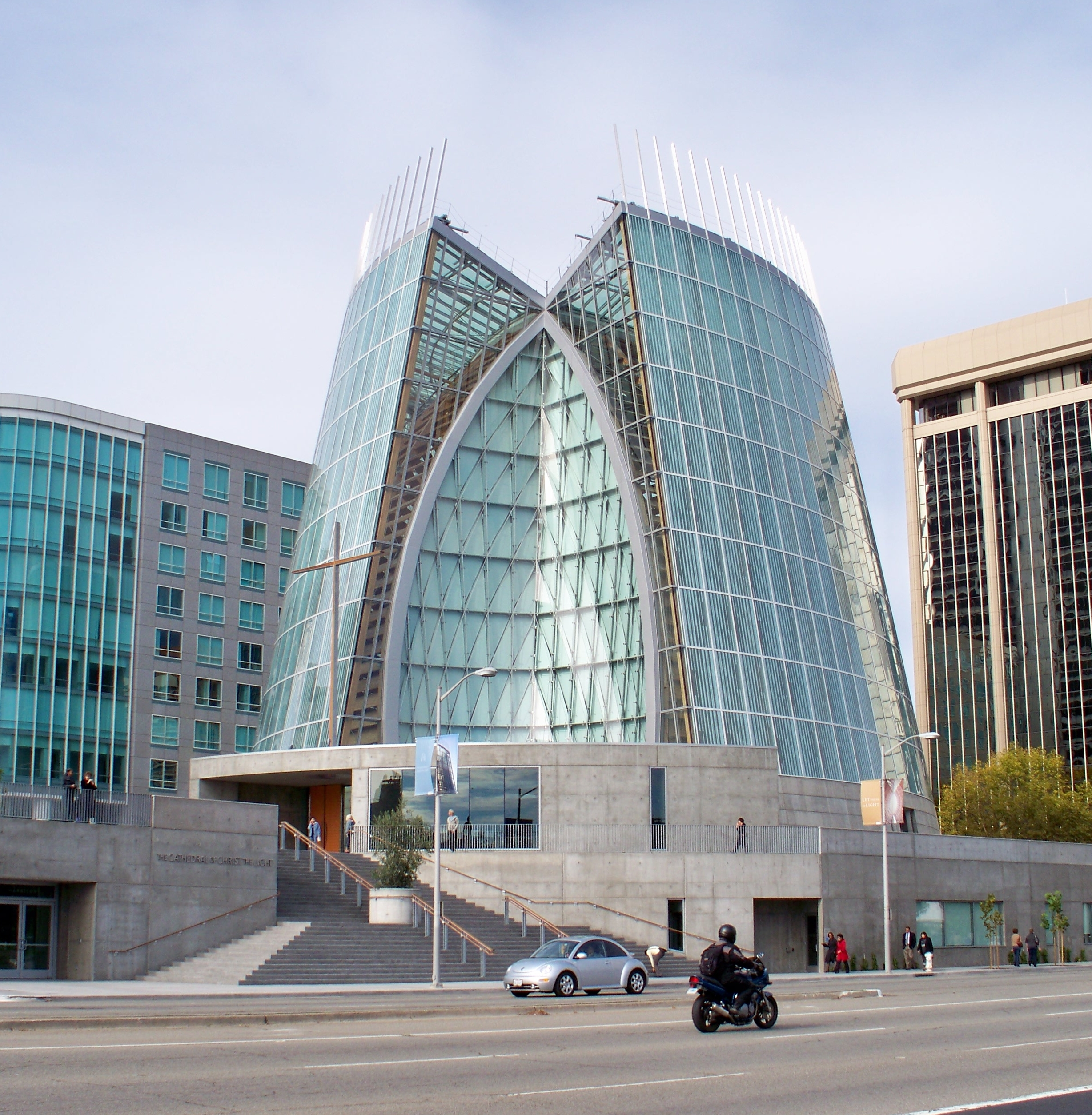
کلیسای مسیح نور در اوکلند، کالیفرنیا
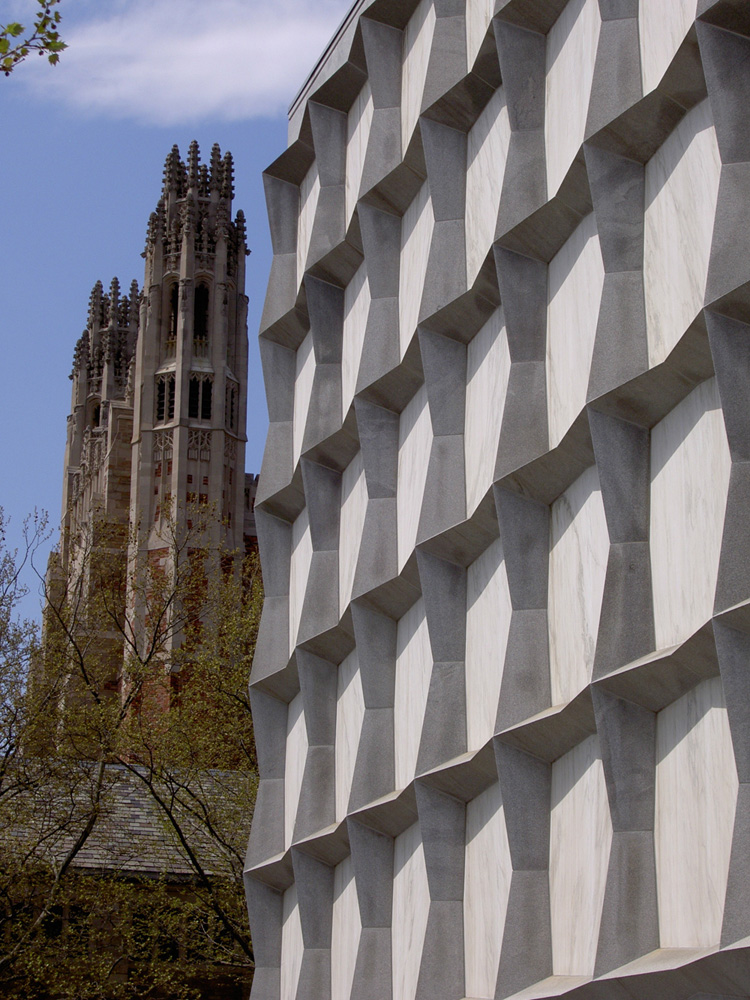
کتابخانه کتب نادر، دانشگاه ییل